# Blevin Blectum
Blevin Blectum (geboren als Bevin Kelley) is een Amerikaans elektronisch musicus.
Blectum komt uit een muzikale familie, en studeerde viool tijdens haar jeugd. Tijdens haar studie aan Mills College vormde ze samen met Kevin Blechdom het duo Blectum From Blechdom, een elektronisch performance duo.  In 2001 ging het duo uit elkaar.
Blectum vervolgde haar muzikale carrière en bracht tot dusverre drie solo-albums uit. Ook trad ze op als deel van Sagan samen met haar man J Lesser en Wobbly. 
Haar broer is Kelley Polar. Haar neef is Gavin van Delia Gonzalez & Gavin Russom.

## Discografie
- Talon Slalom (2002)
- Magic Maple (2004)
- Gular Flutter (2008)